# Кременчугская и Лубенская епархия
Кременчугская и Лубенская епархия — епархия Украинской православной церкви, объединяет приходы и монастыри на территории юго-западной части Полтавской области; включает в себя Кременчугский (за исключением города Горишние Плавни) и Лубенский (за исключением Мгарского монастыря) районы, а также территорию упраздненного Лохвицкого района, ныне входящую в Миргородский район.

## История
Создана 14 ноября 2007 года решением Священного Синода Украинской Православной Церкви путём выделения из состава Полтавской и Кременчугской епархии. Епископом Кременчугским и Хорольским определено быть архимандриту Евлогию (Гутченко), ректору Одесской духовной семинарии, с освобождением его от должности ректора. Хиротония состоялась в Киеве 25 ноября 2007 года.
Определением Священного Синода УПЦ от 8 мая 2008 года согласно рапорту, поданному епископом Кременчугским и Хорольским Евлогием, утверждён новый титул правящих архиереев Кременчугской епархии — «Кременчугский и Лубенский».
Решением Священного Синода от 17 ноября 2008 года архимандриту Владимиру (Орачёву) определено быть епископом Кременчугским и Лубенским. Хиротония совершена 22 ноября 2008 года.
Решением Священного Синода Украинской Православной Церкви от 24 ноября 2009 года архимандрит Тихон (Жиляков) избран епископом Кременчугским и Лубенским. Хиротония состоялась 29 ноября 2009 года. 18 февраля 2011 года епископ Тихон скончался. Временно управляющим Кременчугской епархией назначен архиепископ Полтавский и Миргородский Филипп.
14 июня 2011 года епископом Кременчугским и Лубенским избран архимандрит Николай (Капустин) (рукоположен 19 июня 2011 года).

## Епископы
- 25 ноября 2007 — 17 ноября 2008 — Евлогий (Гутченко)
- 22 ноября 2008 — 24 ноября 2009 — Владимир (Орачёв)
- 29 ноября 2009 — 18 февраля 2011 — Тихон (Жиляков)
- 19 февраля — 19 июня 2011 — Филипп (Осадченко) в/у, архиеп. Полтавский[4]
- с 19 июня 2011 - Николай (Капустин)

## Монастыри
- Антоние-Феодосиевский Потоцкий монастырь — мужской, Дмитровка;
- Козельщанский Рождество-Богородичный монастырь — женский, Козельщина.